# Särkilampi (sjö i Kajanaland, lat 65,17, long 29,20)
Särkilampi är en sjö i Finland. Den ligger i kommunen Suomussalmi i landskapet Kajanaland, i den nordöstra delen av landet, 600 km norr om huvudstaden Helsingfors. Särkilampi ligger 238 meter över havet. Arean är 33,1 hektar och strandlinjen är 4,58 kilometer lång. Sjön  ingår i Uleälvens huvudavrinningsområde. 